# یواس‌اس ایستپورت (۱۸۶۲)
یواس‌اس ایستپورت (۱۸۶۲) (به انگلیسی: USS Eastport (1862)) یک کشتی بود که طول آن ۲۸۰ فوت (۸۵ متر) بود.